# Chutti TV
Chutti TV – indyjski kanał telewizyjny adresowany do dzieci, należący do Sun Network. Nadaje treści w języku tamilskim. Został uruchomiony w 2007 roku.